# Puccinia substriata
Puccinia substriata ist eine Ständerpilzart aus der Ordnung der Rostpilze (Pucciniales). Der Pilz ist ein Endoparasit von Nachtschatten und diverser Hirsen. Symptome des Befalls durch die Art sind Rostflecken und Pusteln auf den Blattoberflächen der Wirtspflanzen. Sie kommt in Amerika, auf Hawaii und in Uganda vor.

## Merkmale

### Makroskopische Merkmale
Puccinia substriata ist mit bloßem Auge nur anhand der auf der Oberfläche des Wirtes hervortretenden Sporenlager zu erkennen. Sie wachsen in Nestern, die als gelbliche bis braune Flecken und Pusteln auf den Blattoberflächen erscheinen.

### Mikroskopische Merkmale
Das Myzel von Puccinia substriata wächst wie bei allen Puccinia-Arten interzellulär und bildet Saugfäden, die in das Speichergewebe des Wirtes wachsen. Die Aecien  der Art besitzen 26–31 × 18–23 µm große Aeciosporen mit runzliger Oberfläche. Die zimtbraunen Uredien der Art wachsen beidseitig auf den Blättern der Wirtspflanzen. Ihre ebenfalls zimtbraunen Uredosporen sind ellipsoid bis eiförmig, 24–31 × 24–27 µm groß und fein stachelwarzig. Die meist unterseitig wachsenden Telien der Art sind schwarzbraun und früh unbedeckt. Die goldenen bis hell haselnussbraunen Teliosporen sind zweizellig, in der Regel langellipsoid bis keulenförmig und 34–50 × 20–26 µm groß. Ihre Stiele sind gelblich bis farblos und bis zu 30 µm lang.

## Verbreitung
Das bekannte Verbreitungsgebiet von Puccinia substriata umfasst das subtropische und tropische Amerika, Hawaii und Uganda.

## Ökologie
Die Wirtspflanzen von Puccinia substriata sind für den Haplonten Nachtschatten (Solanum spp.) sowie Beckeropsis unisetum sowie verschiedene Panicum-, Setarium-, Digitaria, Paspalum- und Pennisetum-Arten für den Dikaryonten. Der Pilz ernährt sich von den im Speichergewebe der Pflanzen vorhandenen Nährstoffen, seine Sporenlager brechen später durch die Blattoberfläche und setzen Sporen frei. Die Art verfügt über einen Entwicklungszyklus mit Telien, Uredien, Spermogonien und Aecien und macht einen Wirtswechsel durch.